# مارائه

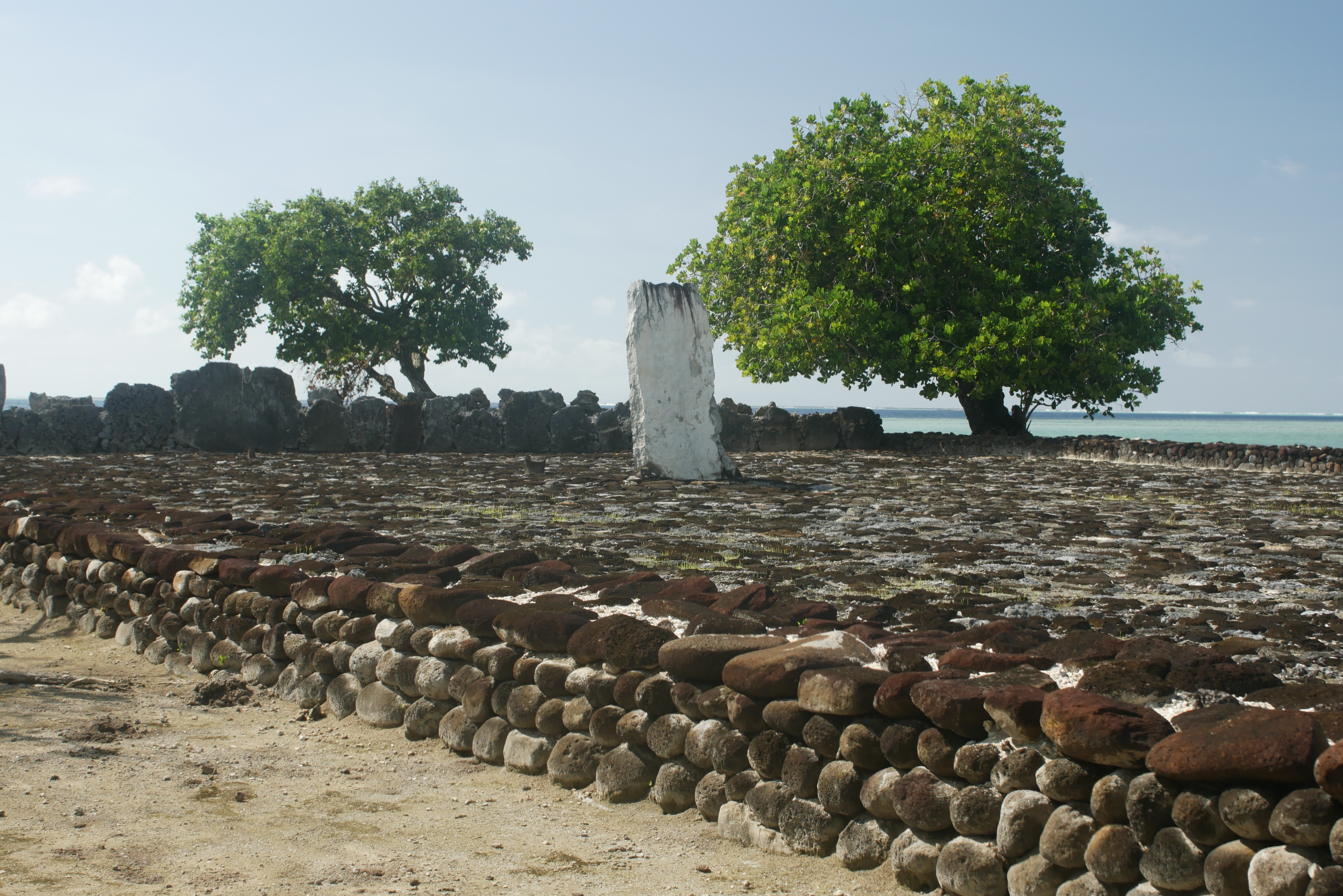
تاپوتاپواته ئآ مارائه, یک مارائه باستانی ساخته شده از سنگ در رایاتئادر جزایر انجمن ،پلی‌نزی فرانسه، یازسازی شده در سال ۱۹۹۴.

مارائه Marae (در زبانهای مائوری نیوزلندی،
مائوری جزایر کوک ،تاهیتیایی)، malaʻe (در
زبان تونگایی)، meʻae (در مارکیزیی) یا malae (در زبان ساموآیی) مکانی مقدس یا محلی برای اجتماعات است که برای کاربردهای مذهبی و اجتماعی در جوامع پلی‌نزی مورد استفاده قرار می‌گیرد. در تمامی این زبان‌های مذکور، این اصطلاح همچنین به معنای پاک شده و عاری از علف‌های هرز یا درخت است.